# Borbély István (polgármester)
Borbély István (Polgárdi, 1950. március 7. –) 1990-től 2010-ig Polgárdi fideszes polgármestere, 2004-től három cikluson keresztül az Európa Tanács Kongresszusának és a Kongresszus Régió Bizottsága alelnöke.

## Pályafutása
1950. március 7-én született Polgárdiban. Diplomáját a Veszprémi Vegyipari Egyetemen Nehézvegyipari szakán szerezte. 

### Mérnökként
A diplomát követően a Videoton Mikroáramkör-fejlesztési Osztályán fejlesztőmérnök. 1978-ig az AGFA Filmgyárban Wolfenben kutatómérnök, gyáregység-vezető helyettes. Ez idő alatt fotokémiai szakmérnöki képesítést szerzett. 1978-tól a Nehézipari Minisztérium Továbbképző Központja, majd a Nehézipari Minisztérium és Ipari Minisztérium főmunkatársa. 1986-tól 1990-ig a Magyar Viscosa Gyár igazgatója. 

### Polgármesterként
1990 októberében a rendszerváltó új pártok jelöltjeként Polgárdi város polgármesterévé választották, majd 1994-ben, 1998-ban, 2002-ben és 2006-ban újraválasztották.

### Fejér megyei Közgyűlés tagjaként
1990-től 2000-ig a Fejér Megyei Közgyűlés tagja. 1990-től 1994-ig a Vállalkozási Bizottság elnöke, 1994-1998-ig a Nemzetközi Kapcsolatok Bizottság elnöke, 1998-tól 2002-ig a Gazdasági és Pénzügyi Bizottság elnöke, 2002-től 2006-ig a Nemzetközi Kapcsolatok tanácsnoka, 2006-tól 2010-ig az Egészségügyi Bizottság elnöke, 1991-től 2010-ig az Európai Régiók Gyűlésének tagja Fejér megye képviseletében

### A Magyar Önkormányzatok Szövetsége tagjaként
1991-től alelnöke, majd 1998-tól 2010-ig társelnöke, 2010-től tiszteletbeli társelnöke a szövetségnek. Fő feladatát az önkormányzatok hazai és nemzetközi kapcsolatainak koordinálása valamint a nemzetközi szervezetekben való részvétele képezte.

### Európa Tanács Kongresszus tagjaként
1994-től a Magyar Önkormányzatok Szövetsége képviseletében az Európa Tanács Kongresszusának és a Magyar Delegációjának tagja. 2000-2010-ig a Magyar Delegáció vezetője. 1994-től 1996-ig a Nukleáris Biztonság Bizottságának tagja, 1996-tól 1998-ig a Régió-fejlesztések Bizottságának tagja, 1998-tól 2000-ig az Állandó Bizottság tagja. A kongresszusi munkája elismeréseként 2004-től három cikluson keresztül az Európa Tanács Kongresszusának és a Kongresszus Régió Bizottsága alelnöke. Az Európa Tanács kongresszusi alelnökeként közreműködött az Európai Unió Régiók Bizottsága vezetésével történő egyeztetéseken. A kongresszusi tagsággal járó alapfeladatokon túl megbízást kapott, mint alelnök a tagországok ellenőrzésére. Megbízatása kiterjedt a jogharmonizáció megvalósulására, a választások ellenőrzésére és a tagállamok monitoringozására. 2005-től részt vett Törökország, Örményország, Azerbajdzsán, Grúzia, Ukrajna ellenőrzésében. 2010-től az Európa Tanács szakértője

## Család
Nős, egy felnőtt fia van.

## Kitüntetései
- 2001: Honvédelemért Kitüntető Cím
- 2005: Magyar Arany Érdemkereszt
- 2006: Széchenyi Ödön Emlékérem